# Morungaba (ort)
Morungaba är en ort i Brasilien.   Den ligger i kommunen Morungaba och delstaten São Paulo, i den sydöstra delen av landet, 800 km söder om huvudstaden Brasília. Morungaba ligger 794 meter över havet och antalet invånare är 12 779.
Terrängen runt Morungaba är huvudsakligen kuperad, men österut är den platt. Runt Morungaba är det ganska tätbefolkat, med 207 invånare per kvadratkilometer.. Närmaste större samhälle är Itatiba, 14,7 km söder om Morungaba.
Omgivningarna runt Morungaba är en mosaik av jordbruksmark och naturlig växtlighet.